# Roberto A. Rodríguez
Roberto A. Rodríguez Ríos (1944 - 2022) fue un botánico, pteridólogo, y profesor chileno, que desarrolló sus actividades académicas en el Departamento de Botánica, de la Facultad de Ciencias Naturales y Oceanográficas, de la Universidad de Concepción.

## Algunas publicaciones

### Libros
- Susana González Valenzuela, Roberto Rodríguez Ríos, Marcelo Baeza Perry. 1991. Árboles del Bio-Bío. Ed. Universidad de Concepción. 70 pp.
- Carlos Baeza Perry, Clodomiro Marticorena Pairoa, Roberto Rodríguez Ríos. 1997. Texto guía para la identificación de la flora vascular de la provincia de Concepción. Volumen 196 de Proyecto de desarrollo de la docencia. Ed. Universidad de Concepción, Vicerrectoría Académica, Dirección de Docencia. 364 pp.
- Roberto A. Rodríguez Ríos, Juan Pedro Elissetche Martínez, Marcia González Teuber. 2004. Monografía: guindo santo (Eucryphia glutinosa) : especie con problemas de conservación en Chile. Ed. Empresa Nacional de Electricidad. 47 pp. ISBN 9568191038
- Roberto Rodríguez Ríos, Diego Alarcón Abarca y Jaime Espejo Cardemil 2009. Helechos nativos del centro y sur de Chile. Guía de Campo. Ed. Corporación Chilena de la Madera. Concepción, Chile. 212 pp. ISBN 9568398031

- La abreviatura «R.A.Rodr.» se emplea para indicar a Roberto A. Rodríguez como autoridad en la descripción y clasificación científica de los vegetales.[2]